# 大方岳第 (海曙)
大方岳第，又名张方岳第，是中国浙江省宁波市一座明代建筑。大方岳第为明代贵州布政使张渊的故居，因古时省一级官员常被称为“方伯”、“四岳”因而得名。建筑建于明代嘉靖年间，位于月湖西岸，坐北朝南，由正门、前厅、中厅、后楼、厢房组成。门前曾立有“大方岳第”坊，今毁，两侧厢房也已毁，1998年重建了东厢房和后楼。1981年12月列入区级文物保护单位。